# Jutta Behrens
Jutta Behrens (* 14. Oktober 1950, geborene Jutta Tietze) ist eine deutsche Badmintonspielerin.

## Karriere
Jutta Behrens’ größter Erfolg datiert aus dem Jahr 1974, als sie gemeinsam mit Monika Thiere die DDR-Meisterschaft im Damendoppel gewinnen konnte. Weitere Medaillen erkämpfte sie sich in den zwei Jahren vor und dem Jahr nach dem Titelgewinn. Zahlreiche Medaillen gewann sie des Weiteren im Nachwuchs-, Hochschul- und Seniorenbereich, letzteres auch auf gesamtdeutscher Ebene.

## Sportliche Erfolge
| Saison    | Veranstaltung                    | Disziplin     | Platz | Name |
| --------- | -------------------------------- | ------------- | ----- | --- |
| 1963/1964 | DDR-Bestenermittlung AK 12/13    | Dameneinzel   | 2     | Jutta Tietze (SG Gittersee) |
| 1963/1964 | DDR-Bestenermittlung AK 12/13    | Damendoppel   | 2     | Marina Göpfert / Jutta Tietze (SG Gittersee)                                                                                            |
| 1964/1965 | DDR-Bestenermittlung AK 12/13    | Dameneinzel   | 1     | Jutta Tietze (SG Gittersee) |
| 1964/1965 | DDR-Bestenermittlung AK 12/13    | Damendoppel   | 2     | Marina Göpfert / Jutta Tietze (SG Gittersee)                                                                                            |
| 1965/1966 | DDR-Einzelmeisterschaft AK 16/17 | Dameneinzel   | 1     | Jutta Tietze (SG Gittersee) |
| 1966/1967 | DDR-Einzelmeisterschaft AK 16/17 | Damendoppel   | 1     | Jutta Tietze / Marina Göpfert (SG Gittersee)                                                                                            |
| 1966/1967 | DDR-Einzelmeisterschaft AK 16/17 | Dameneinzel   | 3     | Jutta Tietze (SG Gittersee) |
| 1967/1968 | DDR-Einzelmeisterschaft AK 16/17 | Damendoppel   | 1     | Jutta Tietze / Marina Göpfert (SG Gittersee)                                                                                            |
| 1967/1968 | DDR-Einzelmeisterschaft AK 16/17 | Dameneinzel   | 2     | Jutta Tietze (SG Gittersee) |
| 1968/1969 | DDR-Einzelmeisterschaft AK 16/17 | Damendoppel   | 1     | Jutta Tietze / Marina Göpfert (SG Gittersee)                                                                                            |
| 1968/1969 | Silberner Federball              | Dameneinzel B | 1     | Jutta Tietze (SG Gittersee) |
| 1968/1969 | DDR-Einzelmeisterschaft AK 16/17 | Dameneinzel   | 2     | Jutta Tietze (SG Gittersee) |
| 1969/1970 | Silberner Federball              | Damendoppel   | 3     | Jutta Tietze / Marina Göpfert (SG Gittersee)                                                                                            |
| 1970/1971 | DDR-Einzelmeisterschaft          | Damendoppel   | 3     | Jutta Tietze / Marina Göpfert (SG Gittersee)                                                                                            |
| 1971/1972 | Silberner Federball              | Damendoppel   | 3     | Jutta Tietze / Marina Göpfert (SG Gittersee)                                                                                            |
| 1971/1972 | DDR-Einzelmeisterschaft          | Damendoppel   | 3     | Jutta Tietze / Marina Göpfert (SG Gittersee)                                                                                            |
| 1972/1973 | DDR-Studentenmeisterschaft       | Dameneinzel   | 3     | Jutta Tietze (FS Finanzwirtschaft Gotha – SG Gittersee)                                                                                 |
| 1972/1973 | DDR-Studentenmeisterschaft       | Damendoppel   | 3     | Karin Sitter / Jutta Tietze (ISVt Dresden / FS Finanzwirtschaft Gotha – SG Gittersee)                                                   |
| 1973/1974 | DDR-Einzelmeisterschaft          | Mixed         | 2     | Bernd Behrens / Jutta Tietze (SG Gittersee)                                                                                             |
| 1973/1974 | DDR-Einzelmeisterschaft          | Damendoppel   | 1     | Monika Thiere / Jutta Tietze (SG Gittersee)                                                                                             |
| 1974/1975 | DDR-Einzelmeisterschaft          | Dameneinzel   | 3     | Jutta Tietze (SG Gittersee) |
| 1974/1975 | DDR-Einzelmeisterschaft          | Damendoppel   | 2     | Jutta Tietze / Monika Cassens (SG Gittersee)                                                                                            |
| 1974/1975 | DDR-Studentenmeisterschaft       | Damendoppel   | 2     | Jutta Tietze / Karin Sitter (FSFW Gotha – SG Gittersee / ISVt Bühlau)                                                                   |
| 1974/1975 | DDR-Studentenmeisterschaft       | Mixed         | 2     | Bernd Behrens / Jutta Tietze (TU Dresden – SG Gittersee / FS Finanzwirtschaft Gotha – SG Gittersee)                                     |
| 1974/1975 | DDR-Studentenmeisterschaft       | Dameneinzel   | 1     | Jutta Tietze (FSFW Gotha – SG Gittersee)                                                                                                |
| 1974/1975 | Silberner Federball              | Damendoppel   | 1     | Monika Cassens / Jutta Tietze (SG Gittersee)                                                                                            |
| 1975/1976 | Silberner Federball              | Damendoppel   | 2     | Monika Cassens / Jutta Behrens (SG Gittersee)                                                                                           |
| 1975/1976 | DDR-Mannschaftsmeisterschaft     | Mannschaft    | 3     | SG Gittersee (Claus Cassens, Peter Uhlig, Klaus Renner, Dieter Krompaß, Bernd Behrens, Jutta Behrens, Monika Cassens, Angelika Neubert) |
| 1983/1984 | DDR-Seniorenmeisterschaft AK I   | Damendoppel   | 3     | Karin Sennewald-Hanndorf / Jutta Behrens (Lok Magdeburg / SG Gittersee)                                                                 |
| 1983/1984 | DDR-Seniorenmeisterschaft AK I   | Mixed         | 3     | Klaus Renner / Jutta Behrens (SG Gittersee)                                                                                             |
| 1983/1984 | DDR-Seniorenmeisterschaft AK I   | Dameneinzel   | 2     | Jutta Behrens (SG Gittersee) |
| 1984/1985 | DDR-Seniorenmeisterschaft AK I   | Damendoppel   | 3     | Karin Sennewald / Jutta Behrens (Lok Magdeburg / SG Gittersee)                                                                          |
| 1984/1985 | DDR-Seniorenmeisterschaft AK I   | Dameneinzel   | 3     | Jutta Behrens (SG Gittersee) |
| 1985/1986 | DDR-Seniorenmeisterschaft AK I   | Damendoppel   | 2     | Karin Sennewald / Jutta Behrens (Lok Magdeburg / SG Gittersee)                                                                          |
| 1986/1987 | DDR-Seniorenmeisterschaft AK I   | Dameneinzel   | 1     | Jutta Behrens (SG Gittersee) |
| 1986/1987 | DDR-Seniorenmeisterschaft AK I   | Mixed         | 3     | Klaus Renner / Jutta Behrens (SG Gittersee)                                                                                             |
| 1986/1987 | DDR-Seniorenmeisterschaft AK I   | Damendoppel   | 1     | Karin Sennewald / Jutta Behrens (Lok Magdeburg / SG Gittersee)                                                                          |
| 1987/1988 | DDR-Seniorenmeisterschaft AK I   | Mixed         | 3     | Klaus Renner / Jutta Behrens (SG Gittersee)                                                                                             |
| 1987/1988 | DDR-Seniorenmeisterschaft AK I   | Damendoppel   | 2     | Karin Sennewald / Jutta Behrens (Lok Magdeburg / SG Gittersee)                                                                          |
| 1987/1988 | DDR-Seniorenmeisterschaft AK I   | Dameneinzel   | 1     | Jutta Behrens (SG Gittersee) |
| 1988/1989 | DDR-Seniorenmeisterschaft AK I   | Damendoppel   | 1     | Karin Seenewald / Jutta Behrens (Lok Magdeburg / SG Gittersee)                                                                          |
| 1988/1989 | DDR-Seniorenmeisterschaft AK I   | Mixed         | 1     | Bernd Behrens / Jutta Behrens (SG Gittersee)                                                                                            |
| 1988/1989 | DDR-Seniorenmeisterschaft AK I   | Dameneinzel   | 3     | Jutta Behrens (SG Gittersee) |
| 1998/1999 | Deutsche Einzelmeisterschaft O45 | Mixed         | 2     | Bernd Behrens / Jutta Behrens (SG Gittersee)                                                                                            |
| 2002/2003 | Deutsche Einzelmeisterschaft O50 | Mixed         | 2     | Bernd Behrens / Jutta Behrens (SG Gittersee / PTSV Singen-Schlatt)                                                                      |
| 2003/2004 | Deutsche Einzelmeisterschaft O50 | Mixed         | 2     | Bernd Behrens / Jutta Behrens (SG Gittersee / PTSV Singen-Schlatt)                                                                      |
| 2005/2006 | Deutsche Einzelmeisterschaft O50 | Damendoppel   | 1     | Jutta Behrens / Ruth Ehrler (PTSV Singen-Schlatt / TV Immenstadt)                                                                       |
| 2005/2006 | Deutsche Einzelmeisterschaft O50 | Mixed         | 1     | Bernd Behrens / Jutta Behrens (PTSV Singen-Schlatt)                                                                                     |
| 2006/2007 | Deutsche Einzelmeisterschaft O55 | Dameneinzel   | 1     | Jutta Behrens (SG Gittersee) |
| 2007/2008 | Deutsche Einzelmeisterschaft O55 | Dameneinzel   | 2     | Jutta Behrens (PTSV Singen-Schlatt) |
| 2007/2008 | Deutsche Einzelmeisterschaft O55 | Damendoppel   | 1     | Jutta Behrens / Ruth Ehrler (PTSV Singen-Schlatt / TV Immenstadt)                                                                       |
| 2007/2008 | Deutsche Einzelmeisterschaft O55 | Mixed         | 2     | Hans-Jürgen Göhler / Jutta Behrens (SSV Heidenau / PTSV Singen-Schlatt)                                                                 |
| 2008/2009 | Deutsche Einzelmeisterschaft O55 | Mixed         | 3     | Bernd Behrens / Jutta Behrens (PTSV Singen-Schlatt)                                                                                     |
| 2008/2009 | Deutsche Einzelmeisterschaft O55 | Damendoppel   | 1     | Jutta Behrens / Ruth Ehrler (PTSV Singen-Schlatt / TV Immenstadt)                                                                       |
| 2009/2010 | Deutsche Einzelmeisterschaft O55 | Damendoppel   | 2     | Jutta Behrens / Ruth Ehrler (PTSV Singen-Schlatt / TV Immenstadt)                                                                       |
| 2009/2010 | Deutsche Einzelmeisterschaft O55 | Mixed         | 2     | Bernd Behrens / Jutta Behrens (PTSV Singen-Schlatt)                                                                                     |